# Hípica als Jocs Olímpics d'estiu de 1988
Als Jocs Olímpics d'Estiu de 1988 celebrats a la ciutat de Seül (Corea del Sud) es disputaren sis proves d'hípica: doma clàssica, concurs complet i salts, tant en categoria individual com per equips. La competició es desenvolupà entre els dies 19 de setembre i 2 d'octubre de 1988 a l'Estadi Olímpic i el Parc Eqüestre de Seül.
Hi participaren un total de 182 genets, 128 homes i 54 dones, de 32 comitès nacionals diferents.

## Resum de medalles
| Prova                                | Or | Argent | Bronze |
| Doma clàssica individual Detalls     | Nicole Uphoff amb Rembrandt 24 | Margit Otto-Crepin amb Corlandus | Christine Stuckelberger amb Gauguin de Lully CH                                                                                       |
| Doma clàssica per equips Detalls     | RFAReiner Klimke amb Ahlerich 2 · Ann-Kathrin Linsenhoff amb Courage 10 · Monica Theodorescu amb Ganimedes · Nicole Uphoff amb Rembrandt 24 | SuïssaOtto Josef Hofer amb Andiamo · Christine Stueckleberger amb Gauguin de Lully CH · Daniel Ramseier amb Random · Samuel Schetzmann amb Rochus | CanadàCynthia Neale-Ishoy amb Dynasty · Eva Pracht amb Emirage · Gina Smith amb Malte · Ashley Nicoll amb Reipo                       |
| Concurs complet individual Detalls   | Mark Todd amb Charisma | Ian Stark amb Sir Wattie | Virginia Leng amb Master Craftsman |
| Concurs complet per equips Detalls   | RFAClaus Erhorn amb Justyn Thyme · Matthias Baumann amb Shamrock 11 · Thies Kaspareit amb Sherry 42 · Ralf Ehrenbrink amb Uncle Todd        | Regne UnitMark Phillips amb Cartier · Karen Straker amb Get Smart · Virginia Leng amb Master Craftsman · Ian Stark amb Sir Wattie                 | Nova ZelandaMark Todd amb Charisma · Margaret Knighton amb Enterprise · Andrew Bennie amb Grayshott · Tinks Pottinger amb Volunteer   |
| Salts d'obstacles individual Detalls | Pierre Durand amb Jappeloup de Luze | Greg Best amb Gem Twist | Karsten Huck amb Nepomuk 8 |
| Salts d'obstacles per equips Detalls | RFALudger Beerbaum amb The Freak · Wolfgang Brinkmann amb Pedro · Dirk Hafemeister amb Orchidee 76 · Frankie Sloothaak amb Walzerkonig 19   | Estats UnitsGreg Best amb Gem Twist · Lisa Ann Jacquin amb For the Moment · Anne Kursinski amb Starman · Joseph Fargis amb Mill Pearl             | FrançaHubert Bourdy amb Morgat · Frédéric Cottier amb Flambeau C · Michel Robert amb La Fayette · Pierre Durand amb Jappeloup de Luze |

## Medaller
| Posició | País         | Or | Argent | Bronze | Total |
| 1       | RFA          | 4  | 0      | 1      | 5     |
| 2       | França       | 1  | 1      | 1      | 3     |
| 3       | Nova Zelanda | 1  | 0      | 1      | 2     |
| 4       | Regne Unit   | 0  | 2      | 1      | 3     |
| 5       | Estats Units | 0  | 2      | 0      | 2     |
| 6       | Suïssa       | 0  | 1      | 1      | 2     |
| 7       | Canadà       | 0  | 0      | 1      | 1     |